# Late Night with Jimmy Fallon
Late Night with Jimmy Fallon je americký televizní pořad, který uváděl herec a komik Jimmy Fallon. Pořad byl vysílán na stanici NBC od 2. března 2009, kdy nahradil pořad Late Night with Conan O'Brien. Poslední díl byl představen 7. února 2014. Fallon později nahradil Jaye Lena v pořadu The Tonight Show. Na Fallonovo místo nastoupil Seth Meyers (Late Night with Seth Meyers).